# Дипалладийпентатербий
Дипалла̀дийпентате́рбий — бинарное неорганическое соединение, интерметаллид
палладия и тербия
с формулой Tb5Pd2,
кристаллы.

## Получение
- Сплавление стехиометрических количеств чистых веществ:

{\displaystyle {\mathsf {2Pd+5Tb\ {\xrightarrow {860^{o}C}}\ Tb_{5}Pd_{2}}}}

## Физические свойства
Дипалладийпентатербий образует кристаллы кубической сингонии (гранецентрированная решётка), пространственная группа F d3m, параметры ячейки a = 1,3607 нм, Z = 14,
структура типа дипалладийпентагольмия Ho5Pd2.
Есть данные о структуре тетрагональной сингонии, пространственная группа P 41/a, параметры ячейки a = 0,960  нм, c = 1,358 нм, Z = 8.
Соединение конгруэнтно плавится при температуре 860 °C.
При температуре 62 К переходит в антиферромагнитное состояние,
а при 30 К — в ферромагнитное состояние